# 945 Барселона
945 Барселона (енгл. 945 Barcelona) је астероид главног астероидног појаса. Приближан пречник астероида је 25,47 , 
а средња удаљеност астероида од Сунца износи 2,635 астрономских јединица (АЈ). 
Инклинација (нагиб) орбите у односу на раван еклиптике је 32,894 степени, а орбитални период износи 1562,611 дана (4,278 године). Ексцентрицитет орбите астероида износи 0,162. 
Апсолутна магнитуда астероида износи 10,13 а геометријски албедо 0,241.
Астероид је откривен 3. фебруара 1921. године.